# سیارک ۲۵۴۱۳
سیارک ۲۵۴۱۳ (به انگلیسی: 25413 Dorischen، نامگذاری:1999VE39) بیست و پنج هزار و چهارصد و سیزدهمین سیارک کشف شده‌است که در ۱۰ نوامبر ۱۹۹۹ کشف شد.
قدر مطلق سیارک برابر ۱۴.۸ است.